# Udhjørne Holm
Udhjørne Holm (dansk) eller Uthörn (tysk/nordfrisisk) er en ubeboet småø (holm) i Silds kongshavn. Øen ligger umiddelbar syd for Silds albue og nord for byen List. Hele øen er cirka 780 meter lang, 240 meter bred og har et samlet areal på 13 hektar. Administrativt er øen en del af LIst kommune.
Udhjørne er en relativ ung ø. Den har udviklet sig ud af en sandbanke og er nu vokset til en højde af 4,10 meter over normal nul. Vegetation er præget af pionerarter og typiske klitplanter som marehalm og hjælme. Udhjørne Holm har udviklet sig til en vigtig yngle- og rasteplads for en række vandfugle.
Øen ligger kun få meter foran Silds bred og kan nås til fods.